# Международная баскетбольная лига
Международная баскетбольная лига (англ. International Basketball League (IBL)) — бывшая полупрофессиональная баскетбольная мужская весенняя лига, в которую входили команды с западного побережья США. В 2010 году команда «Олбани Легендс» стала первой командой в лиге с северо-востока США. В лиге также выступали команды из Китайской народной республики и Японии, которые на время сезона МБЛ переезжали в США. Сезон обычно длился с конца марта по июль.
В марте 2014 года IBL прекратила свою деятельность в качестве независимой организации и объединилась с Профессиональной баскетбольной лигой Западного побережья (WCBL).

## Чемпионы
| Год       | Чемпион               | Счёт               | Финалист          |
| --------- | --------------------- | ------------------ | ----------------- |
| 2005      | Бэтл-Крик Найтс       | 124—121            | Дайтон Джетс      |
| 2006      | Элкхарт Экспресс      | 119—108 (OT)       | Коламбус Сайклонс |
| 2007      | Элкхарт Экспресс      | 113—109            | Портленд Чинукс   |
| 2008      | Беллингхэм Слэм       | 118—111            | Элкхарт Экспресс  |
| 2009      | Лос-Анджелес Лайтнинг | 2-1 (до 2-х побед) | Орегон Вэйвс      |
| 2010 Лето | Олбани Леджендс       | 126—111            | Беллингхэм Слэм   |
| 2010 Зима | Канакаки Солдерс      | 88-87              | Гэри Сплэш        |
| 2011      | Ванкувер Волкэнос     | 124—116            | Эдмонтон Энерджи  |
| 2012      | Беллингхэм Слэм       | 142—109            | Портленд Чинукс   |
| 2013      | Беллингхэм Слэм       | 117—114            | Ванкувер Волкэнос |
| 2014      | Беллингхэм Слэм       | 143—126            | Ванкувер Волкэнос |